# Clube de Desporto e Recreio de Moimenta da Beira
O Clube de Desporto e Recreio de Moimenta da Beira é um clube de futebol português, localizado na vila de Moimenta da Beira, distrito de Viseu.

## História
O clube foi fundado em 1945 e o seu presidente actual chama-se João Silva.
O Clube Desporto e Recreio de Moimenta da Beira, conta nos seu palmarés com 3 tiulos da AF.Viseu 1969/1970, 2013/2014 e 2015/2016, 2 titulos da 1º Divisão da AF.Viseu 1986/1987 e 1990/1991, conta ainda com 1 Taça Sócios de Mérito da AF.Viseu 1988/1989
A equipa das terras do demo tem a alcunha de Guerreiros do Demo.

## Ligas
- 2019 - 2020 Divisão de Honra da Associação de Futebol de Viseu